# Máy tính cho cuộc sống
Máy tính cho cuộc sống là một chương trình do Bộ Thông tin và Truyền thông Việt Nam phát động trong khuôn khổ Diễn đàn Công nghệ thông tin thế giới WITFOR 2009 được tổ chức tại Hà Nội từ ngày 26- 28/8/2009 nhằm vận động và gây dựng quỹ máy tính cho người dân tại các khu vực khó khăn, ít có cơ hội tiếp xúc với máy tính và Internet.

## Mục tiêu
"Máy tính cho cuộc sống" là một chương trình hoạt động xã hội với mục tiêu không chỉ mang lại ý nghĩa xã hội cho người dân mà còn tạo điều kiện cho các hoạt động ý nghĩa của các doanh nghiệp, đoàn thể cũng tham gia, góp phần nâng cao vị trí, vai trò và đóng góp của ICT trong sự phát triển kinh tế xã hội, xóa đói giảm nghèo và thực hiện các chương trình mục tiêu Thiên niên kỷ tại Việt Nam.

### Các cột mốc quan trọng
_ Giai đoạn thí điểm (từ cuối năm 2008 đến tháng 8 năm 2009): chương trình đã huy động và trao tặng tất cả 307 máy tính, trị giá khoảng 1,4 tỷ đồng cho người dân nghèo tại Cao Bằng, Yên Bái, Sơn La, Tuyên Quang, Kon Tum, Gia Lai, Cần Thơ và ngay tại Hà Nội.
_ Giai đoạn 2 (từ cuối năm 2009 đến năm 2010): đánh dấu mốc kỷ niệm chiếc máy tính thứ 1000 được trao tặng tại Lào Cai.

### Đồng hành cùng sáng kiến "Máy tính cho cuộc sống"
Từ ngày 25.5.2011, với sự có mặt của Thứ trưởng Bộ Thông tin và Truyền thông Trần Đức Lai và tiếp tục thực hiện cam kết khuyến khích sử dụng máy tính cho người Việt Nam, đặc biệt ở các vùng sâu, vùng xa, và hải đảo, Công ty TNHH Intel Việt Nam (Intel Việt Nam) cùng các đối tác là các nhà cung cấp phần cứng và phần mềm, các đơn vị tài chính cùng các doanh nghiệp công nghệ thông tin (CNTT) trong nước và đa quốc gia tiếp tục thực hiện chương trình đồng hành cùng sáng kiến "Máy tính cho cuộc sống". Chương trình này là một phần nằm trong Biên bản ghi nhớ có thời hạn 10 năm mà Intel đã ký kết với Bộ Thông tin và Truyền thông vào tháng 10/2010.

### Các hoạt động trong giai đoạn đầu của cuộc đồng hành 2011
_ Xây dựng nguồn quỹ "Máy tính cho em": giúp các em học sinh, sinh viên trên cả nước có được cơ hội học tập tốt hơn nhờ những công dụng hữu ích mà chiếc máy tính mang lại. Quỹ "Máy tính cho em" sẽ trao tặng mỗi tuần một chiếc máy tính cho một học sinh hiếu học có hoàn cảnh khó khăn và mỗi tháng một phòng thực hành tin học cho một ngôi trường cấp II hoặc cấp III còn thiếu thốn cơ sở vật chất dạy và học. Thông tin nguồn quỹ www.pcguide.vn/pc4life/quymaytinhchoem/ hoặc www.facebook.com/intelvietnam
_ Các nhà sản xuất và Intel Việt Nam (sản xuất chip máy tính) đưa ra 3 cấu hình máy máy giá rẻ, phù hợp với điều kiện của người dân nghèo.
_ Đồng hành cùng Hành Trình Xuyên Việt với hơn 1000 tình nguyện viên trong 42 ngày để phổ cập kiến thức tin học đến mọi người và trao tặng những chiếc máy tính, phòng thực hành tin học.
Nguồn tham khảo:
1.	http://mic.gov.vn
2.	http://www.pcguide.vn/pc4life/quymaytinhchoem/ Lưu trữ ngày 20 tháng 7 năm 2011 tại Wayback Machine
3.	http://vtv.vn